# Tarnowiec (Basses-Carpates)
Pour les articles homonymes, voir Tarnowiec.
Tarnowiec est une localité polonaise, siège de la gmina de Tarnowiec, située dans le powiat de Jasło en voïvodie des Basses-Carpates.